# Louis Watunda
Louis Watunda Iyolo (Mbandaka, 21 gennaio 1947 – Libreville, 11 marzo 2007) è stato un allenatore di calcio della Repubblica Democratica del Congo.

## Carriera
Nel 1990 ha allenato il Saint Éloi Lupopo. Nel 1993 è diventato commissario tecnico della Nazionale dello Zaire. Nel 1998 è stato chiamato come commissario tecnico della Nazionale della RD del Congo. Durante quest'esperienza ha partecipato, con la Nazionale congolese, alla Coppa d'Africa 1998. Nel 1999 è stato sostituito da Basilua Lusadusu. Nel 2002 è tornato a guidare la Nazionale della RD del Congo, partecipando alla Coppa d'Africa 2002. Nel 2005 ha firmato un contratto con il Motema Pembe.

## Palmarès

### Club

#### Competizioni nazionali
- Campionato congolese di calcio (Repubblica Democratica del Congo): 1

Saint Éloi: 1990